# Carmen Sentandreu Gimeno
María Carmen Sentadreu Gimeno fue profesora de enseñanza media en Melilla y Valencia y becaria y colaboradora del Servicio de Investigación Prehistórica de la Diputación de Valencia desde 1955 . Colaboró con los arqueólogos y directores del Museo de Prehistoria de Valencia Domingo Fletcher y Enrique Pla Ballester en el proyecto del Repertorio de Bibliografía Arqueoóogica Valenciana, vol. III, de 1960, y publicó materiales del museo como los de la Necrópolis romana de Los Hoyas (Manuel, Valencia) en la revista Archivo de Prehistoria Levantina (APL), vol. XI, en 1966, La estátera romana de Vélez-Blanco en el APL, vol. VIII en 1959, o Los hallazgos arqueológicos en el cauce del río Turia también en el APL, vol. IX, 1961. En esas décadas se aprecia lo reducido que era el número de mujeres arqueólogas, incluso en las visitas de especialistas que acuden al museo para estudiar sus fondos.